# 이마즈정 (효고현)
이마즈정(今津町)은 효고현 무코군에 있던 정이다. 현재의 니시노미야시 남부에 해당한다.

## 개요
가코가와정 남부에서 주로 주택가로 사용되는 지역이다.

## 역사
- 1889년 4월 1일 - 정촌제 시행에 의해 무코군 이마즈촌이 성립하였다.
- 1921년 9월 1일 - 정으로 승격해 이마즈정이 되었다.
- 1933년 4월 1일  - 니시노미야시에 편입해, 동일 이마즈정은 폐지되었다.

## 교통

### 철도
- 한신 전기 철도
  - 고베본선
  - 고요선

## 참고문헌
- 大日本篤農家名鑑編纂所編『大日本篤農家名鑑』大日本篤農家名鑑編纂所、1910年。
- 商業興信所編『日本全国諸会社役員録 第35回』商業興信所、1927年。
- 『가도카와 일본 지명 대사전 28 兵庫県』。